# Verkehrsbetriebe Luzern
Verkehrsbetriebe Luzern (VBL) je hlavním dopravcem v městské dopravě ve švýcarském Luzernu. Dopravce vlastní 92 autobusů, 53 trolejbusů a 16 vlečných vozů za trolejbusy. Provozuje 25 denních linek a 5 nočních (známých jako 'Nachstern').

## Historie
Počátky VBL se datují do roku 1899, kdy zahájila provoz tramvaj v tehdy 30 000 Luzernu. Tramvajová trať byla dokončena v roce 1903 a dosáhla délky 11,3 kilometru. Mezi lety 1909 a 1936 byla tramvaj prodloužena k Emmenbrücke a Kriens. Na přelomu 20. a 30. let byl zaveden provoz autobusů. První návrh na zavedení trolejbusů padl v roce 1938, ale byl zamítnut občany města. Další návrh v roce 1941 se setkal s daleko pozitivnější odpovědí a první trolejbusy vyjely na trať mezi nádražím a točnou Allmend. Trolejbusy postupně nahradily tramvaje ve městě a poslední tramvaj vyjela v roce 1961. Na přelomu let 1965 a 1966 byl vozový park rozšířen o 14 nových kloubových trolejbusů. V sedmdesátých letech byly zavedeny prodejní automaty na jízdenky. V osmdesátých letech byla většina autobusových linek nahrazena trolejbusovými. V roce 1985 bylo zakoupeno 54 nových vozidel. V roce 1991 vstoupil v platnost nový tarif, který rozdělil město do dvou tarifních zón. Ve stejném roce obdrželo VBL 4 nové kloubové trolejbusy a 6 kloubových autobusů. Začátek nového tisíciletí s sebou přinesl nákup nových vozidel, a to jak autobusů, tak trolejbusů. VBL se nyní může chlubit moderním vozovým parkem s velkým množstvím autobusů Mercedes-Benz Citaro.

## Linky

### Trolejbusové linky
- 1 Obernau - Luzern Bahnhof - Luzernhof - Maihof
- 2 Emmenbrücke Sprengi - Emmenbrücke Central - Luzern Bahnhof
- 4 Hubelmatt - Luzern Bahnhof
- 6 Mathof - Bundesplatz - Luzern Bahnhof - Luzernhof - Brüelstrasse - Würzenbach
- 7 Briegghof - Bundesplatz - Luzern Bahnhof - Luzernhof - Zwyssigplatz - Unterlöchli
- 8 Hirtenhof - Bundesplatz - Luzern Bahnhof - Luzernhof - Brüelstrasse - Würzenbach

### Autobusové linky
- 9 Bramberg - Luzern Bahnhof
- 10 Obergütsch - Luzern Bahnhof
- 11 Dattenberg - Eichhof - Luzern Bahnhof
- 12 Littau Gasshof - Luzern Bahnhof
- 13 Littau Bahnhof - Ruopigen - Seetalstrasse
- 14 Brüelstrasse - St. Anna - Luzern Bahnhof
- 15 Kriens - Zumhof/Senti/Bachstrasse/Bergstrasse/Sidhalde - Kriens
- 16 Kriens - Mattenhof - Kuonimatt - Pilatusmarkt - Horw Zentrum - Spitz
- 18 Friedental - Kantonsspittal - Kreuzstutz - Luzern Bahnhof
- 19 Friedental - Kantonsspittal - Scholssberg - Luzern Bahnhof
- 20 Ennethorw/Technikumstrasse - Horw Zentrum - Wegscheide - Luzern Banhof
- 21 Horw Steinbach - Wegscheide - Kastanienbaum - St. Niklausen - Luzern Bahnhof
- 22 Inwil/Perlen - Buchrain - Ebikon - Luzern Bahnhof
- 23 Gisikon Bahnhof - Root, Lucerne|Root - Dierekon - Ebikon - Luzern Bahnhof
- 24 Meggen Gottlieben/Meggen Tschädigen - Lerchenbühl - Luzern Bahnhof
- 25 Meggen Piuskirche - Büttenhalde - Brüelstrasse
- 26 Adligenswil - Brüelstrasse
- 27 Ottigenbühl - Ebikon Hofmatt - Unterlöchli
- 31 Horw Zentrum - Pilatusmarkt - Grabenhof - Nidfeld - Grosshofstrasse - Eichhof - Pilatusplatz - Kasernenplatz
- N1 Obernau - Kriens - Hofmatt - Grosshofstrasse - Grabenhof - Eichhof - Pilatusplatz - Luzern Bahnhof
- N2 Bertiswil - Rothenburg, Switzerland|Rothenburg - Spregi - Pilatusplatz - Luzern Bahnhof
- N3 Luzern Bahnhof - Maihof - Hofmatt - Perlen - Gisikon Bahnhof
- N4 Luzern Bahnhof - Luzernhof - Brüelstrasse - Seefeldstrasse - Lerchenbühl - Adligenswil
- N5 Wolhusen - Malters - Littau Bahnhof - Kreuzstutz - Hirzenhof - Pilautsplatz - Luzern Bahnhof

## Vozový park
V posledních letech prošel vozový park autobusů významnou modernizací.
Aktuální vozový park autobusů:
- 38x Mercedes-Benz Citaro (1998-2006)
- 31x Mercedes-Benz Citaro G (2002-2006)
- 3x Volvo (1996)
- 4x Mercedes-Benz O405N2 (1995-1997)
- 2x Mercedes-Benz O405N (1993)
- 2x Scania/Hess N94UB (2005)
- 2x Volvo B10L (1996)
- 1x Mercedes-Benz 416CDI (2002)
- 1x Neoplan N4009 (1994)
- 1x Neoplan N4411 (2001)

Trolejbusový vozový park byl v posledních letech také modernizován. V roce 2006 obdrželo VBL první dvoukloubové trolejbusy.
Aktuální vozový park trolejbusů:
- 26x Hess/Vossloh Kiepe BGT-N2C kloubový (2004-2006)
- 23x NAW/Hess/Siemens BG5-25 (1988-1989)
- 16x Lanz & Marti/Hess APM 5.6-13 (1998-2005)- pouze vlečný vůz, nízkopodlažní.
- 3x Hess/Vossloh Kiepe BGGT-N2C dvoukloubový (2006)
- 1x NAW/Hess/Siemens BGT5-25 kloubový (1987-1991)

## Nátěr
Městský nátěr je bílý s modrým pruhem. Dříve v městském nátěru převládala modrá.